# Утконосовка
Утконосовка (на украински: Утконосівка) е село в южна Украйна, административен център на Утконосовски селски съвет в Измаилски район на Одеска област. Населението му според преброяването през 2001 г. е 4318 души.

## Население

### Езици
Численост и дял на населението по роден език, според преброяването на населението през 2001 г.:
| Роден език | Численост | Дял (в %) |
| Общо       | 4316      | 100.00    |
| Молдовски  | 3909      | 90.56     |
| Руски      | 142       | 3.29      |
| Украински  | 131       | 3.03      |
| Български  | 87        | 2.01      |
| Румънски   | 12        | 0.27      |
| Гагаузки   | 11        | 0.25      |
| Цигански   | 7         | 0.16      |
| Беларуски  | 1         | 0.02      |
| Други      | 16        | 0.37      |